# Alfonso S. Palomares
Alfonso S. Palomares (Calvos de Randín, provincia de Orense, 22 de septiembre de 1935) es un periodista y escritor español. Director de varios periódicos, fue presidente de la Agencia EFE entre 1986 y 1997.

## Biografía
Licenciado en Derecho y Periodismo por la Universidad Complutense de Madrid, ha desempeñado diversos cargos en periódicos y revistas de España. Fundó en 1963 la agencia Radial Press y fue comentarista de política internacional en Sábado Gráfico y Cambio 16. En 1973 fundó y dirigió la revista Ciudadano y después dirigió Posible y Leer. Fue comentarista de política internacional en El Periódico de Cataluña, y fue nombrado presidente de la Agencia EFE en 1986. En 1997 se incorporó al Grupo Zeta como Director de Relaciones Internacionales y asesor editorial, y comentarista político de la revista Tiempo y El Periódico de Cataluña. En 2001 fue nombrado Director del diario Córdoba y editor de Onda Mezquita, y en septiembre de ese mismo año asumió el cargo de Presidente del Consejo Social de la Universidad de Córdoba.
Director de la Casa de Galicia, en Madrid (2006), fue presidente de la Junta Consultiva del parque natural de la Baja Limia - Serra do Xurés (2008) y recibió varios premios, incluyendo el Celanova, Casa de los Poetas (2008).
Alfonso S. Palomares estuvo casado con la política Ana Tutor.

## Obras
- África, la hora de las violencias, 1969.
- Albert Camus, 1970.
- Agotando la esperanza', (novela) II Premio Café Gijón.
- Las linotipias del miedo, 1977 (novela).
- El socialismo y la polémica marxista, 1979.
- Una larga sed, 1983 (novela).
- Te amaré después de siempre, 2001 (novela).
- Felipe González, el hombre y el político, 2005 (biografía).
- Antonio Asensio, 2007, con José Oneto (biografía).
- Los laberintos del espejo, 2010 (novela).
- El Evangelio de Venus, 2012 (novela)
- Pyjama party, 2016 (novela)